# Кохановская средняя школа
Кохановская средняя школа — одна из старейших школ Республики Беларусь, находится в городском посёлке Коханово.

## История
В 1967 году к 100-летнему юбилею школы возникла идея создания школьного музея, что дало начало сбору информации об истории школы. Из бесед со старожилами Коханово следовало, что школе много больше 100 лет. В частности один из них, П. С. Лапчинский, дал свидетельство, что сам учился в школе в 1898—1902 гг., и его отец также «учился в школе лет 30 назад».

Естественно, слов свидетелей недостаточно для определения точной даты открытия школы. Были отправлены письма в архивы Могилёва, Витебска, Минска. Из центрального архива (Минск) пришел ответ, из которого следовало, что школа была открыта в 1868 году. Из справки центрального архива:
…В сохранившихся материалах архивного фонда канцелярии Могилевской дирекции народных училищ в одном из дел имеется «Ведомость о народных училищах Могилевской губернии за 1869 г.», в которой значится: 

Кохановская волость, училище Кохановское в м. Коханово открыто в 1868 в доме волостного правления, удобно. Законоучитель — священник Александр Макарович Жудро, окончивший курс Могилевской духовной семинарии, жалованье получает 25 руб., наставник Степан Федоврович Ладлов, окончивший курс Смоленской духовной семинарии, жалованье получает 150 руб. в год и квартиру с отоплением.

На 1 января 1869 года в училище было 29 мальчиков и ни одной девочки. В 1876 году учительницей была уже Петрашень Александра Илларионовна, окончившая Могилевскую женскую гимназию и имела годовой оклад 175 руб., занималось 37 мальчиков и 4 девочки. В 1878 году учитель Федор Васильевич Грамузов. В 1880 году учительницей работает Ольга Михайловна Красноцветова, священник И. А. Цитович. Количество учеников росло из года в год.

В справке за 1898—1899 гг. сказано, что в училище 124 мальчика и 22 девочки, учитель Иван Григорьевич Антонов, получавший уже жалованье 300 руб. в год. Священник-Филарет Шабунио, училище стало называться одноклассным. При школе имелись мастерские: кузнечная, столярная и слесарная, в которых обучались дети, окончившие давухклассное училище. Здание школы построено было в 1896 году, при активном участии учителя-заведующего И. Г. Антонова.
После Великой Октябрьской революции школа называлась первой и второй ступени, с 1928 года — семилетней, с 1932 года — средней школой. Это была первая средняя школа в Толочинском районе.
В 1925—1927 гг. было построено новое двухэтажное здание школы, а в старом разместилась профтехшкола с двумя отделениями: слесарным и столярным. В период войны двухэтажное здание было сожжено, все школьное имущество уничтожено. В борьбе с фашистами погибло множество учителей, учеников, а также директор школы Каждан Соломон Моисеевич.
В 1944 году после освобождения Белоруссии жители Коханово взялись за восстановление школы. Самодельные столы вместо парт, отсутствие отопления и света, очень малое количество книг, но к 1 сентября 1944 года школа все-таки могла принять учеников. Работы по восстановлению школы продолжаются.
В 1947—1954 гг. директором школы был Коляда Василий Григорьевич. Это было тяжёлое послевоенное время, не хватало зданий, занятия проходили в три смены с керосиновым освещением в тёмное время суток.
В 1954 году директором школы назначается Шарай А. М. и работает до ухода на пенсию. Заключительным аккордом его деятельности в 1968 году был торжественный вечер, посвященный 100-летию школы. Всего Шарай А. М. отработал в школе 40 лет.
1956—1957 гг. из четырёх домов, принадлежавших Переволочнянскому детскому дому, строятся новые дома для школы. Это позволило расширить и укрепить материальную базу, перейти к занятиям в одну смену. В школе созданы отдельные кабинеты физики, химии, биологии, столярная и слесарная мастерские, кабинет домоводства. Много труда в создание кабинетов вложили их руководители, учителя Савельев В. Н., Пушнякова О. Е., Климович В. И., Шарай М. И., Савченко А. П. Школа была участником выставки в г. Москва и два раза награждена бронзовыми медалями-дипломами.
За успехи в обучении и воспитании группа учителей школы (Коваленко К. Г., Шарай А. М., Шарай М. И., Савченко А. П.) была удостоена звания «Отличник народного образования БССР». Позднее это же звание получили учителя Рыбакова А. П., Пушнякова О. Е. За большие успехи в работе учителю Бейненсону Р. Г. было присвоено почетное звание заслуженного учителя республики.
5 октября 1967 года школа торжественно отметила свой 100-летний юбилей. На это мероприятие съехалось свыше 200 бывших выпускников разных лет со всего СССР.
Ко дню юбилея также началось строительство нового типового здания школы на 640 мест, был заложен фундамент и полностью стены первого этажа. Продолжалось строительство уже при новом директоре, которым стал Бейненсон Р. Г. Строительство нового здания окончено в 1971 году и новоселье было торжественно отмечено 6 февраля 1971 года.
В 1974 году Бейненсона Р. Г. переводится директором в Славенскую школу. Директором Кохановской средней школы назначается Татьяна Ивановна Радькова, став в 31 год, вероятно, самым молодым директором в истории школы и успешно проработав на этой должности до 2000 года. После этого до выхода на пенсию она успела поработать заместителем директора, хранителем школьного музея.
К 1985 году к имеющемуся трёхэтажному зданию 1971 года постройки достроен и введён в эксплуатацию новый трёхэтажный корпус с куполом.

## Известные люди
- Федор Ефремович Маковецкий, Герой Советского Союза
- Илья Павлович Кожар, Герой Советского Союза, с 16 октября 1967 года школе присвоено его имя[1].
- Михаил Андреевич Савицкий, Народный художник СССР и БССР.